# Anthony Neilson
Anthony Neilson, född 1967 i Edinburgh, är en skotsk dramatiker och regissör.

## Biografi
Anthony Neilson studerade vid Royal Welsh College of Music and Drama men relegerades därifrån. Hans författarkarriär började med att han vann BBC:s tävling för unga författare. Som dramatiker debuterade han 1990 med Welfare My Lovely som uppfördes av Traverse Theatre i Edinburgh. Hans genombrottspjäs var The Censor (Censorn) som hade premiär på Finborough Theatre i London 1997 och flyttades först till Royal Court Theatre och därefter till West End och tilldelades Writers' Guild of Great Britains pris för bästa fringepjäs (med fringe menas ungefär frigrupp, det avser all teater utanför institutionerna och West End). 1999 regisserade han filmen The Debt Collector  med hans eget manus med bl.a. Ken Stott och Annette Crosbie. Som teaterregissör började han med att regissera sin egen God in Ruins på Soho Theatre 2007 och har därefter regisserat för Royal Shakespeare Company, Royal Court Theatre och National Theatre of Scotland. Hans mest uppmärksammade uppsättning är Peter Weiss Marat/Sade med Royal Shakespeare Company 2011.
Hans dramatik brukar räknas till den riktning som i Storbritannien sedan 1990-talet går under namnet in-yer-face-theatre med portalnamn som Sarah Kane och Mark Ravenhill. Själv föredrar han dock att kalla sin stil för experimentell.

## Uppsättningar i Sverige
- 1998 Censorn (The Censor), Radioteatern, översättning Klas Östergren, regi Ronnie Hallgren
- 2001 Censorn, Göteborgs stadsteater, översättning Klas Östergren, regi Sven Ahlström, med bl.a. Regina Lund
- 2002 Censorn, Boulevardteatern, Stockholm, översättning Klas Östergren, regi Tova Magnusson, med Annika Hallin & Malin Cederbladh
- 2003 Hårda bud (The Lying Kind), Malmö stadsteater, översättning Hans Alfredson, regi Richard Looft, med bl.a. Stig Grybe
- 2004 The Lying Kind, Östgötateatern, översättning Hans Alfredson, regi Stina Ancker
- 2004 Stitching, Göteborgs stadsteater, översättning Pamela Jaskoviak, regi Anna Takanen
- 2006 Lögn i helvete (The Lying Kind), Vasateatern, översättning Hans Alfredson, regi Lars Amble, med bl.a. Robert Gustafsson, Peter Dalle, Sten Ljunggren & Anita Ekström
- 2007 Dissocialia (The Wonderful World of Dissocia), Östgötateatern, översättning Pamela Jaskoviak, regi Tereza Andersson
- 2009 Dissociala, Teaterhögskolan i Luleå, översättning Pamela Jaskoviak, regi Hilmar Jónsson
- 2011 Hårda bud, Odenteatern, Stockholm, översättning Hans Alfredson, regi Börje Ahlstedt, med bl.a. Börje Ahlstedt